# Copa de Naciones
La Copa de Naciones (también llamado 4 Associations' Tournament or Celtic Cup) es un torneo bienal de fútbol en el que participan las selecciones de Escocia, Gales, Irlanda del Norte y República de Irlanda.

## Historia
El torneo fue inicialmente propuesto en 2006 por el entonces técnico de Irlanda del Norte Lawrie Sánchez. El 18 de septiembre de 2008, las asociaciones nacionales de fútbol de Escocia, Gales, Irlanda del Norte y la República de Irlanda anunciaron los planes para disputar un torneo internacional en 2011. Fue anunciado el 12 de agosto de 2010 que el torneo será promocionado por la empresa de cerveza Carling y anunciado por razones de promoción  como el Carling Nations Cup.
El torneo inaugural fue jugado en el Aviva Stadium en Dublín entre los meses de febrero y mayo de 2011, el torneo fue ganado por República de Irlanda.  La edición de 2013 está programada para efectuarse en Gales.

## Formato
La Copa de Naciones se desarrolla en formato de round robin, donde cada equipo juega un partido contra cada oponente, resultando un total de 6 juegos por cada temporada. Tres equipos (Escocia, Gales, e Irlanda del Norte) participaron en el ahora difunto British Home Championship, junto con Inglaterra.
El torneo iniciaría en 2009, pero fue aplazado hasta 2011 a causa de que se desarrollaba la
clasificación para la Copa Mundial de 2010. Los partidos son jugados entre febrero y mayo, con la sede que ira rotando torneo a torneo. La primera edición tuvo la participación de cuatro equipos iniciando en febrero de 2011 en el Aviva Stadium en Dublín. La República de Irlanda ganó el torneo inaugural después de ganar sus tres partidos, culminando con un 1-0 sobre Escocia en el último partido.
La Asociación de Fútbol de Gales cree que Inglaterra podría ingresar en futuras ediciones al torneo si ellos dan "soluciones prácticas" al problema del calendario. A inicios de 2011, un reportero de BBC Sport anunció que el British Home Championship podría disputarse en 2013. Posteriormente se sugirió que Inglaterra podría competir una solo ocasión en el torneo de 2013 en el marco del 150 aniversario de la Asociación de Fútbol de Inglaterra.

## Resultados
| Año  | Sede    | Campeón | Segundo | Tercero | Cuarto            |
| ---- | ------- | ------- | ------- | ------- | ----------------- |
| 2011 | Irlanda | Irlanda | Escocia | Gales   | Irlanda del Norte |

### Goleadores
| Año  | Jugador      | Goles |
| ---- | ------------ | ----- |
| 2011 | Robbie Keane | 3     |